# Augrenoise
Augrenoise is een Belgisch bier van hoge gisting.
Het bier wordt sinds 2001 gebrouwen in Brasserie Augrenoise te Casteau, een deelgemeente van Soignies. De naam van het bier en de brouwerij is afkomstig van de plaatsnaam Augrenée, waar de brouwerij gevestigd is. Het bier wordt gebrouwen volgens de infusiemethode met gebruik van gist van Orval en onder supervisie van de ingenieurbrouwer van de brouwerij van Orval. Voor de versie van het kerstbier wordt extra mout toegevoegd aan het basisrecept.

## Varianten
- Augrenoise, blond troebel bier met een alcoholpercentage van 6,5%
- Augrenoise Blonde de Noël, blond troebel bier met een alcoholpercentage van 9,5%. Het bier wordt ook verkocht onder de naam Cuvée des Saugrenus
- Een deel van het wort wordt verdund met spoelwater, waardoor men een bier krijgt met een alcoholpercentage van 2,5%. Dit bier kreeg de naam Augrenelle en is enkel bestemd voor de bewoners van het home.